# Seznam madžarskih šahistov
Seznam madžarskih šahistov.

## A
- Lajos Abel
- István Abonyi
- Péter Ács
- Gergely Aczél
- András Adorján
- István Almási
- Zoltán Almási
- Emil Anka
- Lajos Asztalos
- Rita Atkins

## B
- Máté Bagi
- Attila Bagonyai
- Elek Bakonyi
- Balázs Bakos
- Gábor Balázs
- Zoltán von Balla
- Imre Balog
- Csaba Balogh
- János Balogh
- Tamás Bánusz
- Zsigmond Barász
- Gedeon Barcza
- László Bárczay
- Attila Barva
- János Bata
- Tamás Bauer
- Miklós Bély
- Pál Benkő (1928-2019)
- Csaba Bérczes
- Dávid Bérczes
- Ferenc Berebora
- Béla Berger
- Ferenc Berkes
- István Bézi
- István Bilek
- István Blasko
- Ottó Bláthy
- Norbert Bodo
- Jevgenyij Boguszlavszkij
- Albert Bokros
- Oleg Boricsev
- István Böröcz
- Dénes Boros
- Iván Bottlik
- József Brandics
- Gyula Breyer
- Sándor Brilla-Bánfalvi
- Miklós Bródy
- Mirko Bröder

## C
- Ferenc Chalupetzky
- Rudolf Charousek
- Alexander Chernin
- István Csom

## D
- Yelena Dembo
- Andreas Dückstein

## E
- Arpad Elo
- Stefan Erdélyi
- Ferenc Erkel
- Győző Exner

## F
- Hugo Fähndrich
- Iván Faragó
- István Fazekas
- Bernhard Fleissig
- Max Fleissig
- János Flesch
- Leó Forgács
- Győző Forintos
- Géza Füster

## G
- Miklós Galyas
- Anita Gara
- Ernő Gereben
- Antal Gergely
- Samuel Gold
- Vincent Grimm
- Attila Grószpéter
- Isidor Gunsberg
- Zoltan Gyimesi

## H
- Kornél Havasi
- Leopold Hoffer

## I
- Mária Ivánka

## K
- Gábor Kállai
- Andrew Kalotay
- Éva Karakas
- Tibor Károlyi
- Emil Kemény
- Gyula Kluger
- Imre König
- Ignatz Kolisch
- Imre Korody

## L
- Nikoletta Lakos
- Péter Lékó
- Levente Lengyel
- Andor Lilienthal
- Johann Löwenthal

## M
- Elod Macskasy
- Ildikó Mádl
- Gyula Makovetz
- Géza Maróczy

## N
- Géza Nagy
- Josef Noa

## P
- Petra Papp
- József Pintér
- Judit Polgár
- László Polgár
- Zsuzsa Polgár
- Zsófia Polgár
- Lajos Portisch

## R
- Richárd Rapport
- Pál Réthy
- Richard Réti
- Zoltán Ribli
- Anna Rudolf

## S
- Zoltan Sarosy
- Gyula Sax
- Veronika Schneider
- Adolf Schwarz
- Endre Steiner
- Herman Steiner
- Lajos Steiner
- Karoly Sterk
- Eugenio Szabados
- Péter Székely
- József Szén
- László Szabó
- József Szily

## T
- Sándor Takács
- László Tapasztó
- Hoàng Thanh Trang
- Alexandru Tyroler

## U
- Maximilian Ujtelky

## V
- László Vadász
- Árpád Vajda
- Szidonia Vajda
- Zoltán Varga
- Egon Varnusz
- Zsuzsa Verőci

## W
- Max Walter
- Max Weiss
- Karl Gottlieb von Windisch
- Laszlo Witt